# 盆唇华鲮
盆唇华鲮（学名：Sinilabeo discognathoides）为輻鰭魚綱鯉形目鲤科的其中一種，是中国的特有物种。分布于海南岛、珠江、澜沧江水系等。该物种的模式产地在海南那大。它体长可达22.5公分。

## 扩展阅读
維基物種上的相關：盆唇华鲮